# Едмонд Назарян
Едмонд Армен Назарян (19 січня 2002 , Софія ) — болгарський борець греко-римського стилю, призер чемпіонату світу, чемпіон Європи.

## Спортивні результати на міжнародних змаганнях

### Виступи на Чемпіонатах світу
| Змагання                        | Збірна   | Вагова категорія                 | Місце  |
| ------------------------------- | -------- | -------------------------------- | ------ |
| Чемпіонат світу з боротьби 2022 | Болгарія | греко-римська боротьба, до 60 кг | Срібло |

### Виступи на Чемпіонатах Європи
| Змагання                         | Збірна   | Вагова категорія                 | Місце  |
| -------------------------------- | -------- | -------------------------------- | ------ |
| Чемпіонат Європи з боротьби 2020 | Болгарія | греко-римська боротьба, до 55 кг | Золото |
| Чемпіонат Європи з боротьби 2022 | Болгарія | греко-римська боротьба, до 60 кг | Срібло |
| Чемпіонат Європи з боротьби 2023 | Болгарія | греко-римська боротьба, до 60 кг | Золото |

### Виступи на інших змаганнях
| Змагання                                     | Збірна   | Вагова категорія                 | Місце |
| -------------------------------------------- | -------- | -------------------------------- | ----- |
| Київський Міжнародний турнір з боротьби 2021 | Болгарія | греко-римська боротьба, до 60 кг | 8     |
| Турнір Дана Колова — Николи Петрова 2022     | Болгарія | греко-римська боротьба, до 60 кг | 5     |

### Виступи на змаганнях молодших вікових груп
| Змагання                                       | Збірна   | Вагова категорія                 | Місце  |
| ---------------------------------------------- | -------- | -------------------------------- | ------ |
| Чемпіонат Європи з боротьби серед кадетів 2017 | Болгарія | греко-римська боротьба, до 42 кг | 11     |
| Чемпіонат світу з боротьби серед кадетів 2017  | Болгарія | греко-римська боротьба, до 42 кг | 8      |
| Чемпіонат Балкан з боротьби серед кадетів 2017 | Болгарія | греко-римська боротьба, до 42 кг | Золото |
| Чемпіонат Європи з боротьби серед кадетів 2018 | Болгарія | греко-римська боротьба, до 45 кг | Золото |
| Чемпіонат світу з боротьби серед кадетів 2018  | Болгарія | греко-римська боротьба, до 45 кг | Бронза |
| Літні юнацькі Олімпійські ігри 2018            | Болгарія | греко-римська боротьба, до 45 кг | Бронза |
| Чемпіонат Європи з боротьби серед кадетів 2019 | Болгарія | греко-римська боротьба, до 51 кг | Золото |
| Чемпіонат світу з боротьби серед кадетів 2019  | Болгарія | греко-римська боротьба, до 51 кг | Бронза |
| Чемпіонат Європи з боротьби серед молоді 2021  | Болгарія | греко-римська боротьба, до 60 кг | 10     |
| Чемпіонат Європи з боротьби серед юніорів 2021 | Болгарія | греко-римська боротьба, до 60 кг | Бронза |
| Чемпіонат світу з боротьби серед юніорів 2021  | Болгарія | греко-римська боротьба, до 60 кг | 11     |
| Чемпіонат Європи з боротьби серед юніорів 2022 | Болгарія | греко-римська боротьба, до 63 кг | Золото |